# 세인트루이스 교향악단

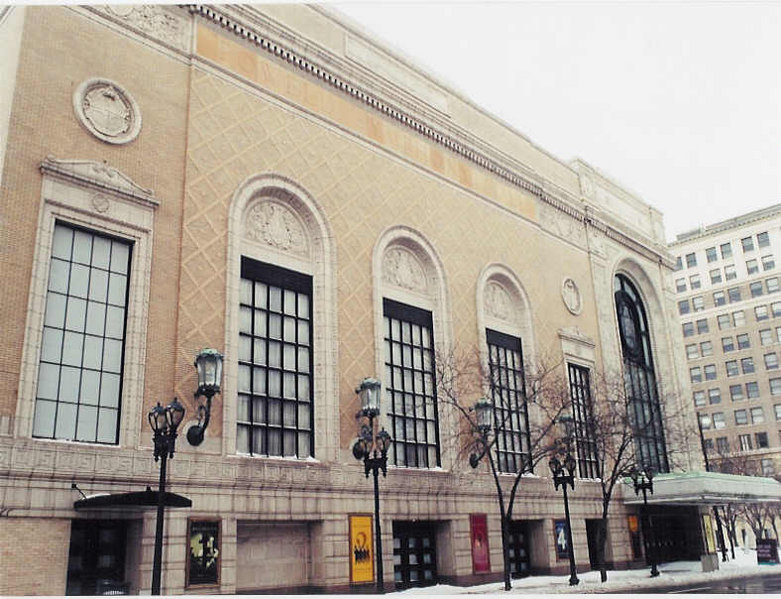

세인트루이스 교향악단(St. Louis Symphony Orchestra)은 미국 미주리주 세인트루이스에 기반한 미국의 관현악단이다. 1880년 설립된 세인트루이스 합창협회가 오케스트라 활동을 시작한 것을 모체로 하여 1907년에 정식으로 창립된 오케스트라이다. 1931년부터 1958년까지 지휘자로 있던 블라디미르 골슈만에 의하여 중부에서 가장 뛰어난 오케스트라로 평가를 받게 되었다. 그의 뒤를 에두알드 반 레모르텔이 이어받았고, 1963년 이후는 브라질 태생 에레아잘 데 카르바르호가 지휘하였다.